# Teurihorn
Teurihorn är en bergstopp i Schweiz.   Den ligger i regionen Viamala och kantonen Graubünden, i den östra delen av landet, 150 km öster om huvudstaden Bern. Toppen på Teurihorn är 2 973 meter över havet, eller 213 meter över den omgivande terrängen. Bredden vid basen är 1,4 km.
Terrängen runt Teurihorn är huvudsakligen bergig. Runt Teurihorn är det mycket glesbefolkat, med 6 invånare per kvadratkilometer.. Närmaste större samhälle är Thusis, 16,3 km nordost om Teurihorn. 
Trakten runt Teurihorn består i huvudsak av gräsmarker.